# イロン人
イロン人（イロンじん、イロン方言: Ирон , Iron;  ロシア語: Иронцы;  英語: Iron people）とは、ロシア連邦の北オセチア共和国西部に居住するオセット人の一派、オセット人を構成する民族である。

## 概要

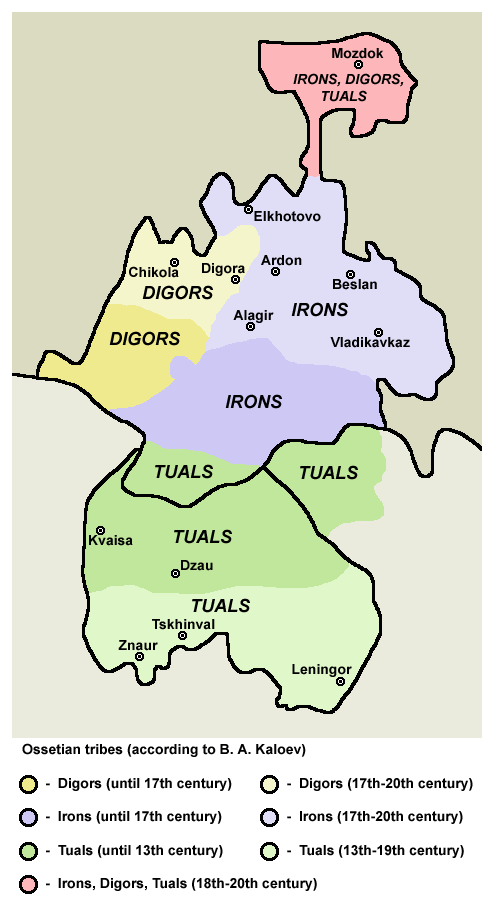
オセチアにおけるディゴル人・イロン人・トゥアル人の居住地

イロン人はオセット人の一派で、ロシア連邦北オセチア共和国の北東部や中央部等に居住している。
オセット人のサブグループは、北部のイロン人、西部のディゴル人、南部のトゥアル人に分かれる。イロン人はオセット語のイロン方言を話す。